# Wassili Alexejewitsch Nebensja

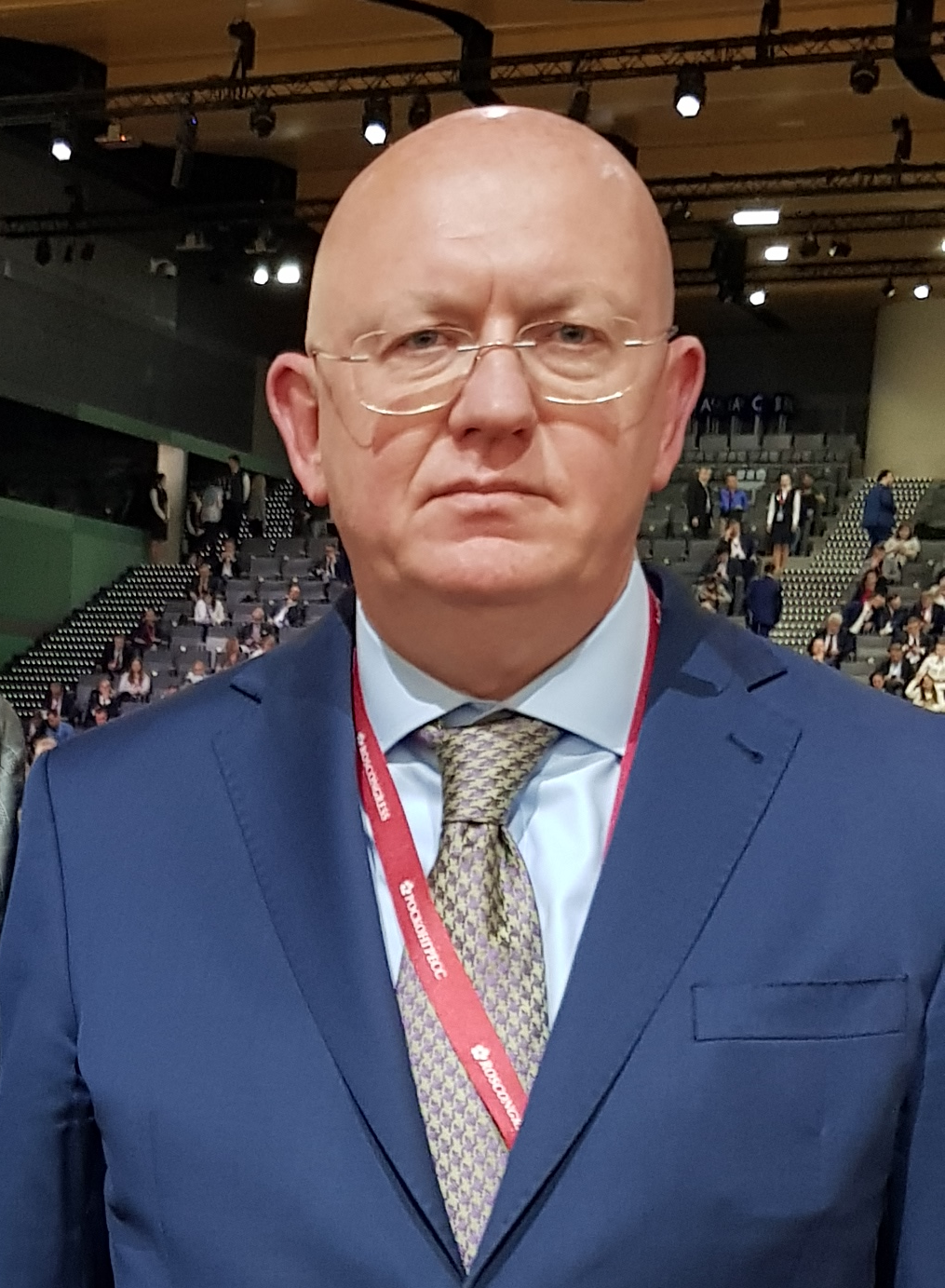
Wassili Nebensja (2019)

Wassili Alexejewitsch Nebensja (russisch Василий Алексеевич Небензя; * 26. Februar 1962 in Wolgograd) ist ein russischer Diplomat. Er war von 2013 bis 2017 stellvertretender Außenminister der Russischen Föderation. Seit 2017 ist er der Botschafter Russlands bei den Vereinten Nationen und in deren Sicherheitsrat.

## Leben
Nebensja wuchs in Wolgograd auf. Sein Vater, Alexei Andrejewitsch Nebensja (1923–1994), war von 1960 bis 1973 zweiter Sekretär des Stalingrader bzw. Wolgograder (ab 1961) Gebietskomitees der KPdSU sowie von 1973 bis Ende der 1980er Jahre stellvertretender Vorsitzender des staatlichen Komitees des Ministerrates der Sowjetunion. Nebensja absolvierte 1983 das Staatliche Moskauer Institut für Internationale Beziehungen und war anschließend in verschiedenen diplomatischen Positionen im zentralen Apparat des Außenministeriums der Sowjetunion sowie im Ausland tätig. Von 1988 bis 1990 war er Attaché der Botschaft der UdSSR in Thailand. Von 1990 bis 1991 arbeitete er als dritter, von 1991 bis 1992 als zweiter Sekretär des Amtes für internationale Organisationen beim russischen Außenministerium sowie von 1993 bis 1996 als Bereichsleiter der Abteilung für internationale Organisationen des Außenministeriums. Von 1996 bis 2000 bekleidete Nebensja den Posten des ältesten Beraters von Sergei Lawrow als Ständigem Vertreter Russlands bei der UNO in New York. Von 2000 bis 2003 leitete er einen Bereich der Abteilung für internationale Organisationen des Außenministeriums und von 2003 bis 2006 wurde er als stellvertretender Direktor dieser Einrichtung eingesetzt. Von 2006 bis 2011 arbeitete er als Stellvertreter des Ständigen Vertreters Russlands bei der WTO und von 2011 bis 2012 bei anderen Abteilungen der UNO sowie internationalen Organisationen in Genf. Von März 2012 bis Juni 2013 führte er die Abteilung für humanitäre Zusammenarbeit und Menschenrechte des russischen Außenministeriums. 
Vom 1. Juni 2013 bis 26. Juni 2017 war er als stellvertretender Außenminister der Russischen Föderation tätig. Er war für ökonomische Fragen, insbesondere für die europäisch-asiatische ökonomische Zusammenarbeit, die Teilnahme Russlands in internationalen Vereinigungen, die Arbeit der Zweiten Abteilung der Gemeinschaft Unabhängiger Staaten (Belarus, Moldawien, Ukraine) sowie die Abteilung des Außenministeriums für ökonomische Zusammenarbeit zuständig. Im August 2013 nahm er mit der russischen Delegation an den Verhandlungen der Premierminister der Ukraine und Russlands zum Beitritt der Ukraine in die Freihandelszone der EU teil.
Nebensja trägt den diplomatischen Rang eines Außerordentlichen und Bevollmächtigten Botschafters (2014).
Nebensja trat am 27. Juni 2017 auf Präsidentenerlass die Nachfolge Witali Tschurkins als Ständiger Vertreter (Botschafter) Russlands bei den Vereinten Nationen und in deren Sicherheitsrat an.
Er beherrscht die englische und spanische Sprache fließend. Nebensja ist verheiratet und hat einen Sohn.

## Auszeichnungen
- Orden der Freundschaft
- weitere Medaillen